# Fausto Tommei
Fausto Tommei (Venezia, 29 luglio 1909 – Padova, 23 luglio 1978) è stato un attore e doppiatore italiano.

## Biografia
Negli anni trenta iniziò l'attività nello spettacolo come cantante e attore comico (avendo avuto come maestro il famoso Antonio Gandusio) sia all'EIAR, che nei teatri di rivista e avanspettacolo, riuscendo ad avere una certa notorietà; debuttò anche nel cinema, in piccole parti brillanti.

Nel programma domenicale Tira, mola e meseda presso la Radio Rai di Milano con da sinistra a destra : Evelina Sironi, Elena Borgo, Liliana Feldmann, Fausto Tommei, Mario Consiglio, Franco Parenti 1951

Giacomo Gentilomo lo scritturò per il film Ecco la radio!, dove i più famosi artisti della radiofonia interpretavano scenette e canzoni, che li avevano resi famosi davanti al microfono, permettendo agli spettatori delle sale di poter vedere i propri beniamini.
Alla fine degli anni '50 ebbe una propria compagnia teatrale al teatro Alle Maschere a Milano e recitò nella compagnia di Lida Ferro al teatro Sant'Erasmo con Lucio Rama, Leo Gavero, Umberto Ceriani, Ruggero de Daninos, Miriam Crotti.
Successivamente si trasferì a Varese, diventando una presenza fissa alla Radio della Svizzera Italiana.
Presentò il Festival di Sanremo 1956.
A metà degli anni 60 si trasferì a Roma, per svolgere una intensa e apprezzata attività di doppiatore.
I primi sintomi della grave malattia che lo porterà alla morte lo colsero a Venezia, sua città natale, durante la ripresa di uno sceneggiato televisivo, sulla scalinata di Palazzo Ducale. Morirà poco dopo all'Ospedale di Padova.

## Il doppiaggio
Negli anni quaranta iniziò a lavorare nel doppiaggio, attività che proseguirà sino a poco prima della morte. Lavorò soprattutto per le compagnie SAS (anni sessanta) e CVD (anni settanta).
Alcuni attori da lui doppiati nel corso degli anni:
- Hume Cronyn in Uomini e cobra
- Richard Haydn in Frankenstein Junior
- Renato Pinciroli in Il piatto piange, Oh, Serafina!
- Giuseppe Ianigro in Amarcord

## La radio
Negli anni quaranta entrò a far parte della Compagnia di rivista di Milano della Rai, insieme ad attori come Liliana Feldmann, Evelina Sironi, Gianni Bortolotto, Franco Parenti e Febo Conti.
Fu l'ideatore e il conduttore della trasmissione dialettale milanese Ciciarem on cicinin, che andò in onda su Radio Milano negli anni quaranta e cinquanta.
Fra i varietà radiofonici Rai cui partecipò ci sono:
- Tira, mola e meseda, di Italo Terzoli, Attilio Carosso e Carlo Silva, regia di Enzo Convalli in onda dal 1949 al 1951.
- Scacco matto, di Giuseppe Ciabattini, Dino Falconi, Frattini e Attilio Spiller, trasmessa da Radio Milano nel 1951-1952.
- Brigida vuole sposarsi, commedia di Eugène Labiche, regia di Enzo Convalli, trasmessa il 27 febbraio 1961.

## Filmografia
- Ecco la radio!, regia di Giacomo Gentilomo (1940)
- La fortuna viene dal cielo, regia di Ákos Ráthonyi (1942)
- Tentazione, regia di Aldo Frosi (1942)
- Cercasi bionda bella presenza, regia di Pina Renzi (1942)
- Silenzio, si gira!, regia di Carlo Campogalliani (1943)
- Vivere ancora, regia di Nino Giannini e Leo Longanesi (1944)
- 07... tassì, regia di Riccardo Freda e Marcello Pagliero (1946)
- La forza del destino, regia di Carmine Gallone (1950)
- Siamo tutti milanesi, regia di Mario Landi (1954)
- Canterbury proibito, regia di Italo Alfaro (1972)
- La principessa sul pisello, regia di Piero Regnoli (1973)
- Provaci anche tu Lionel, regia di Roberto Bianchi Montero (1973)
- La polizia ha le mani legate, regia di Luciano Ercoli (1974)

## Prosa radiofonica Eiar
- L'amore che passa, commedia di E.A.Quintero, regia di Guido Barbarisi, trasmessa il 30 aprile 1940

## Varietà radiofonica Eiar
- A te voglio tornar, operetta - rivista di Giovanni Maria Sala, musica di Virgilio Ranzato, regia di Riccardo Massucci, trasmessa il 17 giugno 1938
- I due merli bianchi, commedia musicale di Eugène Labiche, orchestra di Egidio Storaci, regia di Riccardo Massucci, trasmessa il 16 maggio 1940

## Prosa televisiva Rai
- La moglie saggia, commedia di Carlo Goldoni, regia di Carlo Lari, trasmessa il 18 febbraio 1955.
- Il fidanzato di città, di Umberto Simonetta e Guglielmo Zucconi, regia di Giancarlo Galassi Beria, trasmessa il 13 maggio 1957.

## Teatro
- Una partita a scacchi di Giuseppe Giacosa, regia di Fausto Tommei, Milano, Teatro alle Maschere, 23 settembre 1957
- La famiglia del caffettiere di Riccardo Bacchelli, regia di Fausto Tommei, Milano, Teatro alle Maschere, 23 settembre 1957
- Copecchia e Marianorma di Rosso di San Secondo, regia di Fausto Tommei, Milano, Teatro alle Maschere, 7 ottobre 1957
- L'altra vita di Carlo Castelli, regia di Fausto Tommei, Milano, Teatro alle Maschere, 7 ottobre 1957
- Serata d'onore di Dino Falconi, regia di Fausto Tommei, Milano, Teatro alle Maschere, 7 ottobre 1957
- Il principe azzurro di Sabatino Lopez, regia di Fausto Tommei, Milano, Teatro alle Maschere, 23 ottobre 1957
- Due gigli in boccio di Dino Falconi, regia di Fausto Tommei, Milano, Teatro alle Maschere, 16 dicembre 1957
- Capogiro di Willy Lukas, regia di Francis Gmehling, Milano, Teatro alle Maschere, 25 gennaio 1958
- Hai capito, Amalia? di Umberto Simonetta e Guglielmo Zucconi, Milano, Teatro alle Maschere, 11 febbraio 1958
- La campana di frate Ignazio di A. Salvatore e W. Bellodi, Milano, Teatro alle Maschere, 11 marzo 1958
- Le domeniche di Angiola e Bortolo di Gino Pugnetti, Milano, Teatro alle Maschere, 14 aprile 1958
- La cruna nell'ago di Turi Vasile, Milano, Teatro alle Maschere, 14 aprile 1958
- La sommossa di Giovanni Mosca, Milano, Teatro alle Maschere, 14 aprile 1958
- Lulù la banana di Anna Bonacci, regia di Fausto Tommei, Milano, Teatro alle Maschere, 29 aprile 1958
- L'uomo nuovo di Ferdinando Visconti di Modrone, regia di Fausto Tommei, Milano, Teatro alle Maschere, 29 aprile 1958
- Le miserie del signor Travetti di Vittorio Bersezio, regia di Fausto Tommei, Milano, Teatro Sant'Erasmo, 23 giugno 1958